# One More Night (singel Phila Collinsa)
One More Night – pierwszy singel z trzeciej płyty Phila Collinsa No Jacket Required.
Jest to druga piosenka Collinsa (po „Against All Odds (Take a Look at Me Now)”), która stała się numerem jeden na amerykańskiej liście Billboardu i trzecią jego piosenką w pierwszej dziesiątce brytyjskiej listy przebojów.